# Горячёв, Олег (футболист)
Олег Горячёв (эст. Oleg Gorjatšov; 20 июля 1978, Таллин) — эстонский (негражданин) футболист, атакующий полузащитник.

## Биография
Воспитанник таллинского футбола. Взрослую карьеру начинал в местном клубе «Арсенал» в низших лигах Эстонии. В ходе сезона 1995/96 перешёл в один из ведущих клубов чемпионата Эстонии — таллинскую «Лантану», с которой становился чемпионом страны (1995/96, 1996/97), бронзовым призёром (1997/98, 1998), финалистом Кубка Эстонии (1996/97, 1997/98), обладателем Суперкубка Эстонии (1998). Неоднократно выходил на поле в матчах еврокубков.
После расформирования «Лантаны» провёл один сезон в столичном ТФМК и завоевал бронзовые награды в 2000 году. Затем перешёл в «Нарва-Транс», с которым в 2001 году стал обладателем Кубка Эстонии. В середине сезона 2002 года перешёл в «Левадию» (Маарду), с этим клубом стал серебряным призёром чемпионата в 2002 году и бронзовым — в 2003 году, однако в последнем сезоне пропустил много матчей из-за травм. В 2004 году вернулся в «Транс», становился серебряным (2006) и бронзовым (2005) призёром чемпионата страны, финалистом Кубка (2007) и обладателем Суперкубка Эстонии (2007). Многочисленные травмы вынудили игрока в конце 2007 года фактически завершить профессиональную карьеру.
В дальнейшем выступал на любительском уровне за второй состав «Транса», команду Центристской партии Эстонии («Кескераконд»), таллинскую «Пуму», а также в чемпионате Эстонии по мини-футболу. В 2022 году после длительного перерыва 43-летний футболист вернулся в спорт, выходя на поле в третьей лиге Эстонии за таллинский «Штромми».
Всего в высшей лиге Эстонии сыграл 250 матчей и забил 47 голов.

## Достижения
- Чемпион Эстонии: 1995/96, 1996/97
- Серебряный призёр чемпионата Эстонии: 2002, 2006
- Бронзовый призёр чемпионата Эстонии: 1997/98, 1998, 2000, 2003, 2005
- Обладатель Кубка Эстонии: 2000/01
- Финалист Кубка Эстонии: 1996/97, 1997/98, 2006/07
- Обладатель Суперкубка Эстонии: 1998, 2007